# Gare de Neufchâteau
Pour l’article homonyme, voir Gare de Neufchâteau (Belgique).
La gare de Neufchâteau est une gare ferroviaire française de la ligne de Culmont - Chalindrey à Toul, située sur le territoire de la commune de Neufchâteau, sous-préfecture du département des Vosges, en région Grand Est.
C'est une gare de la Société nationale des chemins de fer français (SNCF), desservie par des Intercités et des trains régionaux du réseau TER Grand Est.

## Situation ferroviaire
Établie à 289 mètres d'altitude, la gare de Neufchâteau est située au point kilométrique (PK) 70,859 de la ligne de Culmont - Chalindrey à Toul. Gare de bifurcation, elle est également située au PK 48,782 de la ligne de Bologne à Pagny-sur-Meuse (partiellement déclassée) et au PK 67,7 de la ligne de Nançois - Tronville à Neufchâteau (partiellement déclassée). Elle était également l'origine de la ligne de Neufchâteau à Épinal (non utilisée après Gironcourt).
La gare dispose de trois quais : le quai 1 (latéral, voie 2 bis), d'une longueur de 130 m ; le quai 2 (central, voies 1 bis et 2), d'une longueur de 410 m ; le quai 3 (central, voies 3 et 1), d'une longueur de 405 m.

## Histoire
La gare de Neufchâteau est construite en 1866. Elle est lourdement endommagée lors de la guerre franco-allemande de 1870.
Le 4 septembre 1944, le bâtiment voyageurs est incendié par les Allemands. Il est remplacé par un bâtiment provisoire en bois. L’actuel bâtiment voyageurs est construit en 1957.
Dans les années 1950, le dépôt de Neufchâteau (situé à proximité du nord de la gare, et disposant alors d'une demi-rotonde) abrite environ 30 engins, dont des 150 E, des 230 B, des 130 B et des autorails.
La gare a accueilli le premier TGV s'arrêtant dans le département le 16 septembre 2006, effectuant la liaison Metz – Nice.
Le train de nuit Metz – Portbou est amorcé / prolongé à Luxembourg en décembre 2009. Limité à Cerbère en décembre 2015, il est supprimé en juin 2016, tout comme celui reliant Luxembourg à Nice.
Selon les estimations de la SNCF, la fréquentation annuelle de cette gare s'élève à 77 189 voyageurs en 2016 et 87 038 en 2017.
La desserte TGV de Neufchâteau est supprimée à l'occasion du service annuel 2019 (commençant le 9 décembre 2018), pour une durée estimée à cinq ans, en raison de travaux d'agrandissement de la gare de Lyon-Part-Dieu ; une substitution par TER est alors mise en place entre Nancy et Dijon, où est assurée la correspondance avec les TGV vers Lyon et au-delà. Finalement, ladite desserte TGV n'est pas restaurée par la suite, mais un Intercités Nancy – Dijon – Lyon-Perrache circule depuis décembre 2024 ; il s'agit du prélude à une liaison Metz – Lyon prévue en 2029,.

## Fréquentation
De 2015 à 2024, selon les estimations de la SNCF, la fréquentation annuelle de la gare s'élève aux nombres indiqués dans le tableau ci-dessous.
| Année     | 2015   | 2016   | 2017   | 2018   | 2019   | 2020   | 2021   | 2022   | 2023   | 2024   |
| --------- | ------ | ------ | ------ | ------ | ------ | ------ | ------ | ------ | ------ | ------ |
| Voyageurs | 80 707 | 80 656 | 93 348 | 87 866 | 73 661 | 47 657 | 57 545 | 70 213 | 83 289 | 93 016 |

## Service des voyageurs

### Accueil
La gare dispose d'un bâtiment voyageurs, avec guichet, ouvert tous les jours. Elle est également équipée de distributeurs de titres de transport.

### Desserte
Neufchâteau est desservie par l'Intercités Nancy-Ville – Dijon-Ville – Lyon-Perrache.
La gare est également desservie par des trains TER Grand Est :
- Nancy-Ville – Toul – Neufchâteau – Culmont - Chalindrey – Is-sur-Tille – Dijon-Ville ;
- Nancy-Ville – Liverdun – Toul – Neufchâteau.

### Intermodalité
La gare est également desservie par des autocars :
- TER Grand Est[11] :
  - Nancy-Ville / Toul – Autreville – Neufchâteau (en complément de la desserte ferroviaire),
  - Épinal – Mirecourt – Neufchâteau ou Épinal / Vittel – Contrexéville – Neufchâteau ;

- Livo (anciennement Connex Vosges) : lignes 42, 47, 51 et 133[12].

Par ailleurs, la ligne d'autobus « Néobus » dispose d'un arrêt à proximité de la gare.
Enfin, un parking est disponible devant le bâtiment voyageurs.